# トリフィンのジレンマ
トリフィンのジレンマ（英: The Triffin dilemma）は、国際準備通貨を供給する国において、短期の国内的影響・長期の国際的影響から生じる経済主体間の思惑の衝突のこと。1960年代にベルギー系アメリカ人の経済学者ロバート・トリフィンによって提示された。トリフィンのパラドックス（英: The Triffin paradox）、流動性のジレンマ（英: The liquidity dilemma）とも呼ばれる。

## 概要
ある通貨を国際準備通貨にするには、外貨準備の世界需要を満たすようにその通貨の供給しなければならない。これが貿易赤字をもたらすことを指摘した。アメリカドルのような国の通貨を国際通貨として用いると、アメリカの国内金融政策が世界経済に影響してしまうという問題が生じる。国際収支をバランスさせるには、アメリカからのドルの流出、他国へのドルの流入が必要であるため、経常収支をバランスさせる上で問題が生じる。
トリフィンのジレンマは、ブレトン・ウッズ協定のもとでの合衆国ドルの役割についての文脈でよく議論される。ジョン・メイナード・ケインズは、この経済的困難を杞憂してバンコールという国際通貨の利用を主張した。国際通貨基金の特別引出権はバンコールに近いが、ドルに取って代わるほど広く採用されていない。
世界金融危機 (2007年-2010年)が起きるなかで、中国人民銀行の総裁は危機に導いたグローバルな貯蓄と投資の不均衡への寄与する要因として明白にアメリカ合衆国の準備通貨の状態を非難した。ドルにたいする需要が高まるにつれドルの準備通貨の役割はアメリカ合衆国の経常勘定の損失を悪化させるので、その点でトリフィンのジレンマは過剰貯蓄仮説と関係する。

## 歴史

### ニクソン・ショック
1971年8月15日に、リチャード・ニクソン大統領はブレトン・ウッズ協定の遺贈を認めた。ニクソン・ショックとしてすぐに知られるようになった、ドルがもはや金と交換できないことを、彼は告げた。それが臨時の措置であったにもかかわらず、それは実際には残った。黄金の窓口 （英: gold window）は閉じられた。

### 2008年の金融危機
2007-2010年の世界金融危機のなかで、中国人民銀行の総裁はReform the Internatinal Monetary Systemの演説で、経済的混乱の根本原因としてトリフィンのジレンマに言及した。2008年3月29日の周小川の演説では、IMFを通じた現存の国際通貨体制の強化を提案した。